# 安德鲁·H·诺尔
安德鲁·H·诺尔（英語：Andrew Herbert Knoll，1951年—）是一位美国古生物学家，哈佛大学教授，2007年获沃拉斯顿奖章，2014年获奥巴林奖章，2015年当选英国皇家学会外籍会士，2022年获克拉福德奖。